# Liste der größten Unternehmen in Serbien
Die Liste der größten Unternehmen in Serbien enthält die größten Unternehmen in Serbien.

## Größte Unternehmen Serbiens
Die Liste basiert auf den Deloitte Central Europe 500, 2014
| Rang | Top 500 | Name                           | Hauptsitz     | Umsatz (Mio. €) | Mitarbeiter | Branche            |
| ---- | ------- | ------------------------------ | ------------- | --------------- | ----------- | ------------------ |
| 1.   | 63.     | Naftna industrija Srbije (NIS) | Novi Sad      | 2.294,2         | 13.900      | Erdöl & Erdgas     |
| 2.   | 85.     | Elektroprivreda Srbije (EPS)   | Belgrad       | 1.858,7         | 42.000      | Energie, Rohstoffe |
| 3.   | 115.    | Fiat Automobili Srbija         | Kragujevac    | 1.486,4         | 3.668       | Automobilbau       |
| 4.   | 192.    | Telekom Srbija (PTT)           | Belgrad       | 1.015,6         | 13.000      | Telekommunikation  |
| 5.   | 228.    | Delhaize Srbija                | Belgrad       | 1.015,6         |             | Einzelhandel       |
| 6.   | 261.    | EFT Investment                 | Belgrad       | 814,2           |             | Investment         |
| 7.   | 387.    | JP SrbijaGas                   | Novi Sad      | 607,0           | 3.011       | Erdgas             |
| 8.   | 418.    | Tarkett Bačka Palanka          | Bačka Palanka | 564,6           |             | Bodenbeläge        |
| 9.   | 427.    | Mercator-S                     | Belgrad       | 551,7           |             | Einzelhandel       |
| 10.  | 490.    | Idea Beograd                   | Belgrad       | 487,8           |             | Einzelhandel       |

## Weitere bedeutende Unternehmen
| Name                     | Hauptsitz | Umsatz (Mio. €) | Mitarbeiter | Branche           |
| ------------------------ | --------- | --------------- | ----------- | ----------------- |
| US Steel Serbia          | Smederevo | 1.043,0         | 9.100       | Stahl             |
| SrbijaGas                | Novi Sad  | 744,1           | 3.900       | Erdöl & Erdgas    |
| AIK banka                | Niš       |                 |             | Banken            |
| Komercijalna banka       | Belgrad   |                 | 3.053       | Banken            |
| Energoprojekt holding    | Belgrad   |                 | 79          | Bauwesen          |
| Sojaprotein              | Bečej     |                 | 400         | Nahrungsmittel    |
| Razvojna banka Vojvodine | Novi Sad  |                 | 408         | Banken            |
| Agrobanka                | Belgrad   |                 | 789         | Banken            |
| Apatinska pivara         | Apatin    |                 | 1.287       | Brauerei          |
| Telenor Serbia           | Belgrad   |                 | 1.200       | Telekommunikation |
| Ikarbus                  | Belgrad   |                 | 720         | Automobile        |
| Aviogenex                | Belgrad   |                 | 212         | Fluggesellschaft  |
| Air Serbia               | Belgrad   |                 |             | Fluggesellschaft  |
| Vojvođanska banka        | Novi Sad  |                 |             | Banken            |
| Yugoimport SDPR          | Belgrad   |                 |             | Waffenindustrie   |
| FAP                      | Priboj    |                 |             | Automobile        |